# Margaritidae
Margaritidae zijn een familie van weekdieren uit de klasse van de Gastropoda (slakken).

## Geslachten
- Anomphalogaza Hickman, 2012
- Antimargarita Powell, 1951
- Callogaza Dall, 1881
- Gaza Watson, 1879
- Margarites Gray, 1847